# Nebula Device
The Nebula Device ist eine Open-Source-Spiel-Engine, die hauptsächlich von der Berliner Firma Radon Labs entwickelt und unter der MIT-Lizenz bereitgestellt wird. Sie läuft unter Windows, Linux, IRIX, macOS und Xbox.

## Eigenschaften
Die Engine beinhaltet unter anderem:
- als Kernbestandteil eine 3D-Engine
- eine namensbasierte Objektverwaltung
- universelle Scriptinganbindungen, etwa zur Nutzung von Tcl, Python und Lua. Standardmäßig integriert ist eine spezielle Variante von Tcl namens MicroTCL.
- Animationssystem
- Ressourcenmanagement
- persistente Objekte
- verschiedene Hilfsklassen, etwa für Netzwerk.
- verschiedene Tools, etwa ein Textur-Viewer und Model-Viewer.

The Nebula Device wird für verschiedene kommerzielle Projekte eingesetzt.

## Nebula 3
Nebula 3 stellt eine komplett überarbeitete, (teilweise) neu geschriebene Version von Nebula 2 dar. Da Nebula 3 nicht nur für den PC, sondern auch für Spielkonsolen (PS3, WII, XBox 360, und andere) entwickelt wird, würden Lizenzprobleme auftreten, sollten die Entwickler den konsolenspezifischen Code veröffentlichen. Somit ist der offene Quellcode von Nebula 3 nur für den PC gedacht.
Nebula 3 wurde für die Entwicklung des Rollenspieles Drakensang: Am Fluss der Zeit eingesetzt. Im Spiel Drakensang Online kommt eine eigens für MMORPGs angepasste Version der Nebula-Engine zum Einsatz.
Teile der Version 3 wurden auch in Version 2 eingebaut. Diese Zwischenversion kommt im Rollenspiel Das Schwarze Auge: Drakensang zum Einsatz.